# The Rage of Angels
The Rage of Angels è un album del gruppo goth rock Christian Death, pubblicato dalla etichetta discografica Cleopatra Records nel 1994.
È il terzo ed ultimo della formazione statunitense del gruppo capeggiata da Rozz Williams, che si distingue da quella europea capeggiata da Valor Kand.
L'album è stato ristampato nel 2001 e nel 2006.

## Tracce
1. Trust (The Sacred and Unclean) (Paris, Rozz Williams) - 4:56
2. Lost Minds (Eva O) - 2:40
3. Still Born/Still Life, Pt. 1 (Williams) - 2:35
4. Sex (O) - 4:56
5. Her Only Sin (Williams) - 3:26
6. Bad Year (O, Williams) - 1:41
7. Torch Song (Williams) - 3:38
8. Still Born/Still Life, Pt. 2(The Unknown Men) (Williams) - 4:32
9. Procession (O, Williams) - 4:51
10. Panic in Detroit (David Bowie) - 5:00